# Конота товстодзьоба
Коно́та товстодзьоба (Psarocolius wagleri) — вид горобцеподібних птахів родини трупіалових (Icteridae). Мешкає в Мексиці, Центральній і Південній Америці. Вид названий на честь німецького біолога Йоганна Георга Ваглера.

## Опис

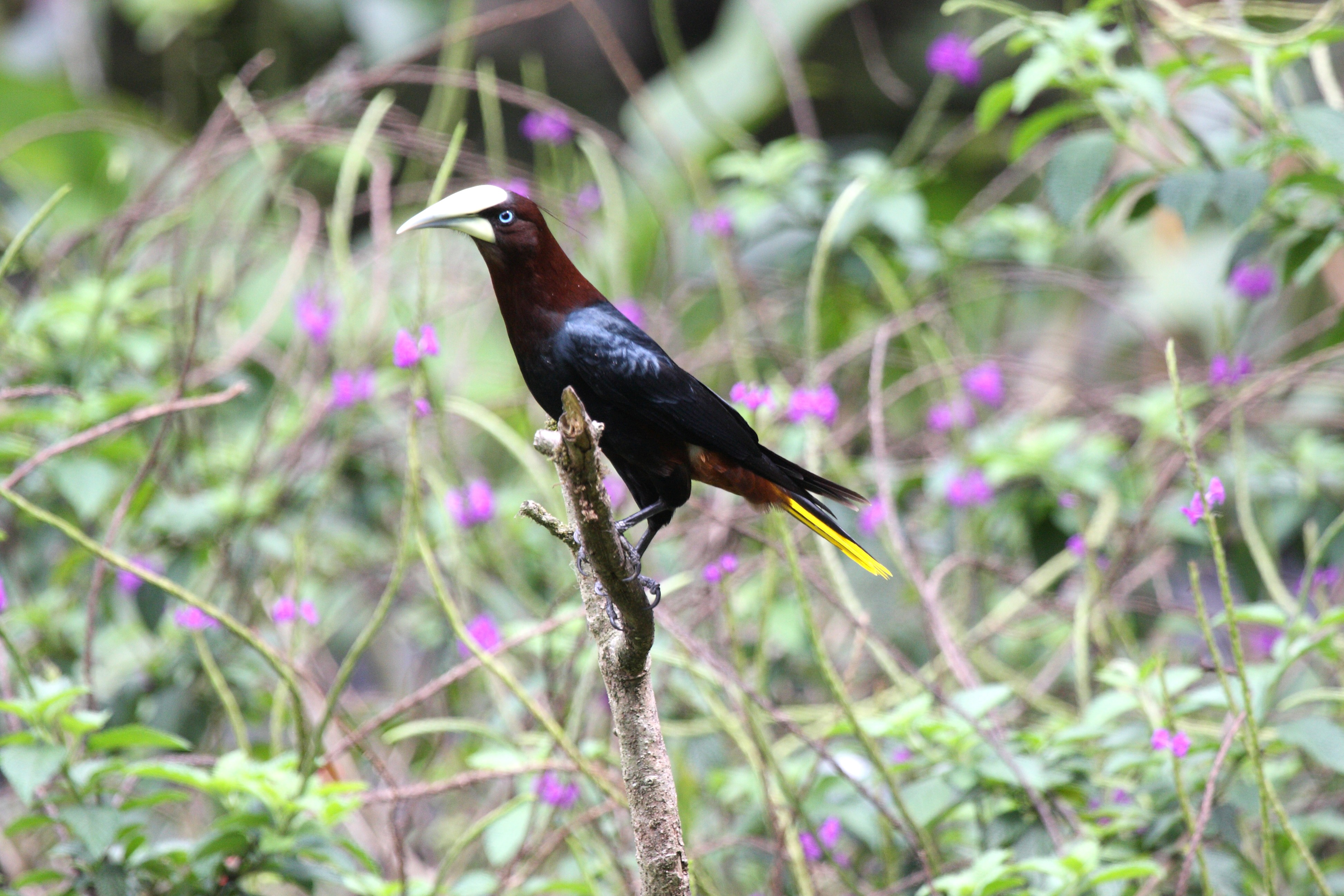
Товстодзьоба конота (Панама)

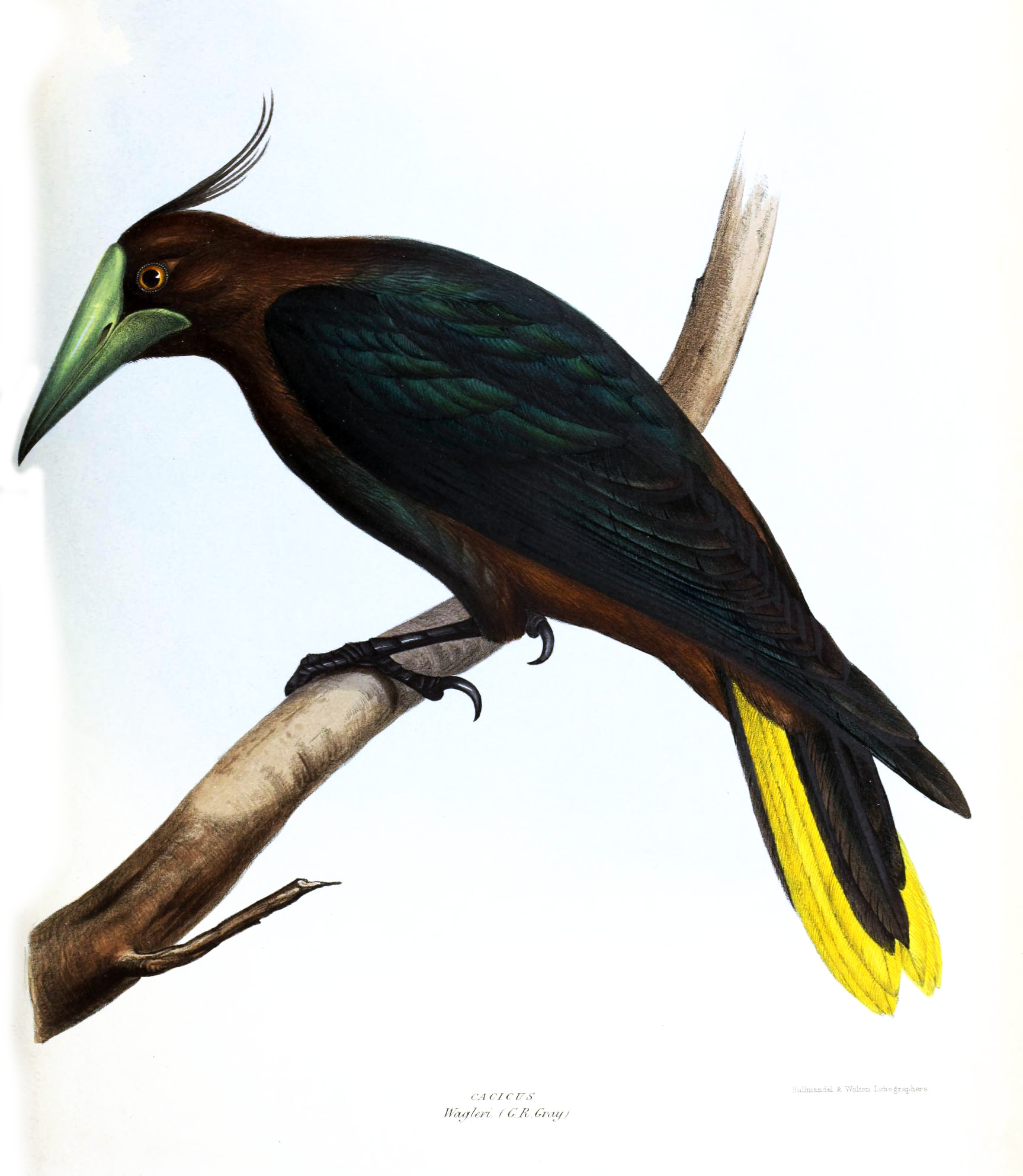
Товстодзьоба конота

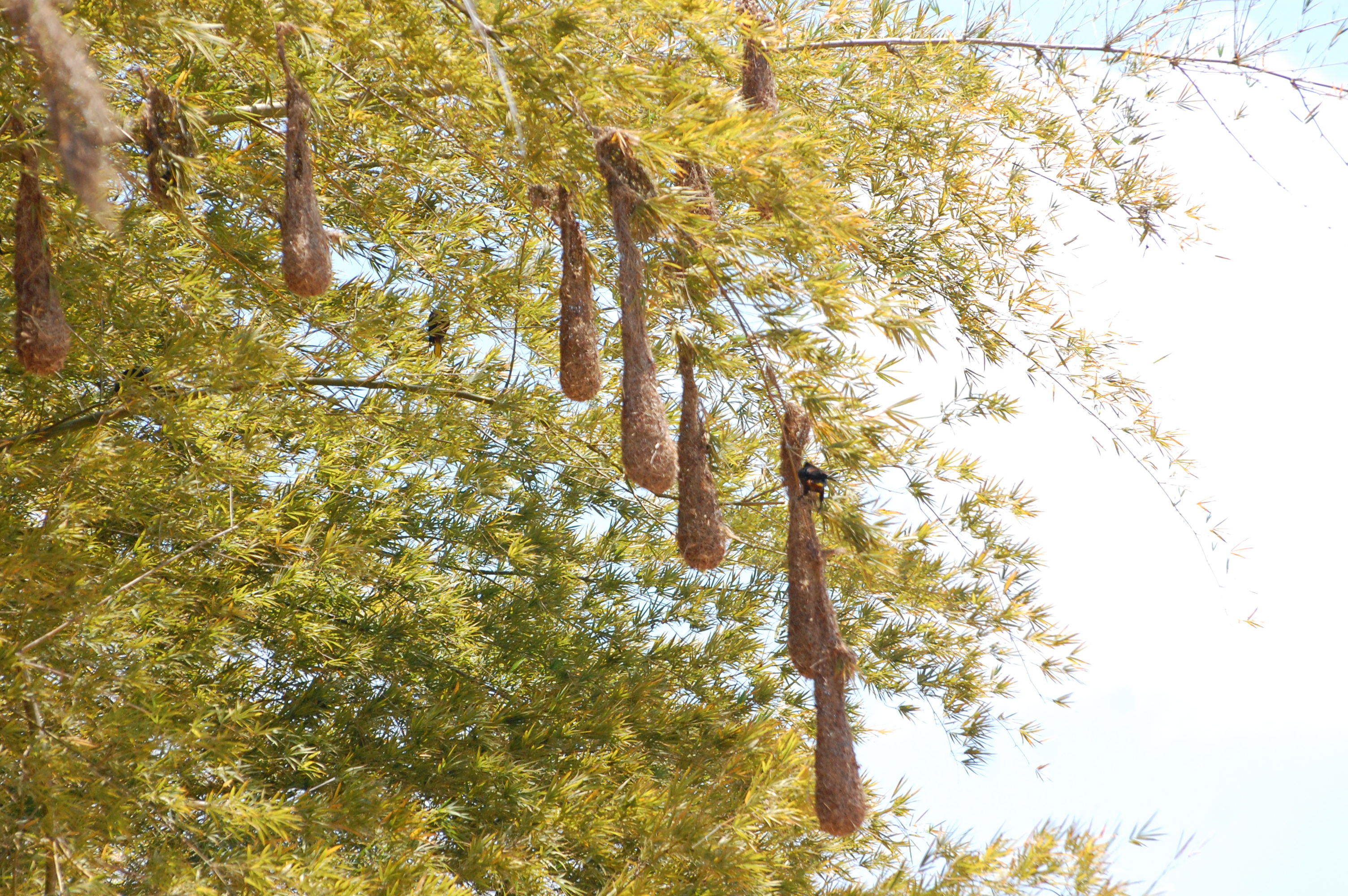
Гніздова колонія товстодзьобих конот (Панама)

Довжина самців становить 35 см, самиць 28 см, вага самців становить 225 г, самиць 125 г. Крила довгі. Самці мають переважно чорне забарвлення, голова і надхвістя у них каштанові, а хвіст яскраво-жовтий, за винятком двох темних центральних стернових пер. Райдужки блакитні, дзьоб великий, міцний, довгий, білуватий. Самиці є дещо меншими і тьмянішими за самців. Забарвлення молодих птахів є тьмянішим, ніж забарвлення дорослих птахів, очі у них карі.

## Підвиди
Виділяють два підвиди:
- P. w. wagleri (Gray, GR, 1844) — від південно-східної Мексики (південний Веракрус) до північно-східного Нікарагуа;
- P. w. ridgwayi (Van Rossem, 1934) — від південно-східного Гондураса до Панами, західної Колумбії і прівнічно-західного Еквадору.

## Поширення і екологія
Товстодзьобі коноти мешкають в Мексиці, Гватемалі, Белізі, Гондурасі, Нікарагуа, Коста-Риці, Панамі, Колумбії і Еквадорі. Вони живуть в кронах вологих рівнинних тропічних лісів, на узліссях і у старих вторинних заростях. Зустрічаються невеликими зграями, переважно на висоті до 1000 м над рівнем моря, місцями на висоті до 1300 м над рівнем моря. Живляться великими комахами, плодами і ягодами. Гніздяться колоніями, які можуть нараховувати 4-5 самців і 40-50 самиць. Гнізда мають мішечкоподібну форму, довжиною 60-100 см, птахи плетуть їх з рослиних волокон і лоз і підвішують на деревах. В кладці 2 блакитнуватих яйця, поцяткованих темними плямками. Інкубаційний період триває 17 днів, пташенята покидають гніздо через 30 днів після вилуплення.